# Родолфо Узиљи
Родолфо Узиљи (шп. Rodolfo Usigli; Мексико Сити, 17. новембар 1905. — Мексико Сити, 18. јун 1979) био је мексички песник, драматург, писац и дипломата. Сматра се оцем модерног мексичког позоришта.

## Биографија
Родолфо Узиљи рођен је у Мексико Ситију као син Италијана и мајке пољског порекла. Студирао је, заједно са Хавијером Виљаурутијом, драму на Јејлу од 1935. до 1936. године уз помоћ стипендије Фондације Рокфелер, а касније је постао професор и дипломата. Током тридесетих година 20. века режирао је радио-драме.
Међу његовим драмама највише се истиче El Gesticulador (1938) у којој Узиљи даје темељну критику мексичког револуционарног режима, коју је тадашња влада цензурисала.
Узиљи је створио јаке женске ликове у неколико његових представа, а његове две штићенице, Росарио Кастељанос и Луиса Хосефина Ернандес, постале су важне особе на мексичкој позоришној и књижевној сцени. Такође, имао је јак утицај на његове ученике, међу којима се истичу Хорхе Ибаргвенгоитија и Хосефина Нигли.